# Veine interosseuse postérieure
Les veines interosseuses postérieures sont les deux veines profondes de l'avant-bras satellites de l'artère interosseuse postérieure. Elles s'anastomosent entre-elles, traversent l'espace interosseux de l'avant-bras au-dessus de la membrane interosseuse de l'avant-bras et se jettent dans les veines ulnaires.